# Zanieczyszczenia wody

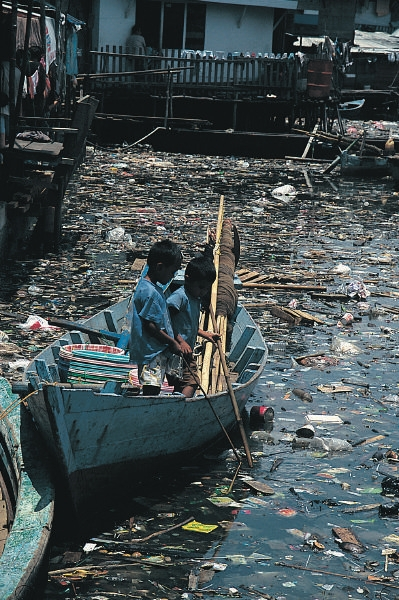
Zanieczyszczenie wody w Japonii

Zanieczyszczenie wód – niekorzystne zmiany właściwości fizycznych, chemicznych i bakteriologicznych wody, spowodowane wprowadzaniem w nadmiarze substancji nieorganicznych (stałych, płynnych, gazowych), organicznych, radioaktywnych czy ciepła, które ograniczają lub uniemożliwiają wykorzystywanie wody do picia i celów gospodarczych.

## Skład zanieczyszczonych wód
Zanieczyszczenie wód jest spowodowane głównie substancjami chemicznymi, bakteriami i innymi mikroorganizmami, obecnymi w wodach naturalnych w zwiększonej ilości. Substancje chemiczne, organiczne i nieorganiczne (mineralne) występują w postaci roztworów, roztworów koloidalnych i zawiesin. Skład chemiczny zanieczyszczeń jest kształtowany czynnikami naturalnymi, np. rozkładaniem substancji z gleb i skał, rozwojem i obumieraniem organizmów wodnych oraz czynnikami antropogenicznymi. Do najczęściej występujących antropogenicznych zanieczyszczeń wód powierzchniowych należą pestycydy, substancje powierzchniowo czynne, węglowodory ropopochodne, fenole, chlorowe pochodne bifenylu oraz metale ciężkie: ołów (Pb), miedź (Cu), chrom (Cr), kadm (Cd), rtęć (Hg) i cynk (Zn), a także wody podgrzane (zanieczyszczenie termiczne), które są szczególnie niebezpieczne dla wód powierzchniowych o małym przepływie lub wód stojących. Większość antropogenicznych zanieczyszczeń wód działa toksycznie na organizmy wodne. Zanieczyszczenia bardzo trwałe w środowisku wodnym i bardzo trudno ulegające chemicznym i biochemicznym procesom nazywa się substancjami refrakcyjnymi.
Najwięcej zanieczyszczeń trafia do wód razem ze ściekami. Innymi źródłami zanieczyszczeń wód są transport wodny i lądowy, stosowanie pestycydów i nawozów sztucznych oraz odpady komunalne i przemysłowe. Wody ulegają zanieczyszczeniu także w wyniku eutrofizacji. Obieg wody w przyrodzie został zakłócony przez człowieka – wycinanie lasów, monokulturę rolnictwa, niewłaściwe i nadmierne zabiegi rolnicze, urbanizację.

## Podział zanieczyszczeń
Ze względu na pochodzenie
- naturalne – takie, które pochodzą z domieszek zawartych w wodach powierzchniowych i podziemnych – np. zasolenie, zanieczyszczenie związkami żelaza;
- sztuczne – antropogeniczne, czyli związane z działalnością człowieka – np. pochodzące ze ścieków, spływy z terenów rolniczych, składowisk odpadów komunalnych. Zanieczyszczenia sztuczne także można podzielić na grupę biologicznych (bakterie, wirusy, grzyby, glony) oraz chemicznych (oleje, benzyna, smary, ropa, nawozy sztuczne, pestycydy, kwasy, zasady).

Ze względu na stopień szkodliwości
- bezpośrednio szkodliwe – fenole (gazownie, koksownie) kwas cyjanowodorowy (gazownie), kwas siarkowy i siarczany, kwaśny deszcz (fabryki nawozów sztucznych, celulozownie, fabryki włókien sztucznych),
- pośrednio szkodliwe – takie, które prowadzą do zmniejszenia ilości tlenu w wodzie poniżej poziomu niezbędnego do utrzymania przy życiu organizmów wodnych.

Ze względu na trwałość zanieczyszczeń
- rozkładalne – zawierające substancje organiczne, potencjalnie trujące, lecz podlegające przemianom chemicznym do prostych związków nieorganicznych przy udziale bakterii (ścieki domowe)
- nierozkładalne – zawierające substancje nieulegające większym przemianom chemicznym i nieatakowane przez drobnoustroje (sole, metale ciężkie)
- trwałe – zawierające substancje ulegające rozkładowi biologicznemu w niewielkim stopniu i pozostające w środowisku w niezmiennej formie przez długi okres (pestycydy, fenole, produkty destylacji ropy naftowej)

Ze względu na źródło
- źródła punktowe – ścieki odprowadzane w zorganizowany sposób systemami kanalizacyjnymi, pochodzące głównie z zakładów przemysłowych i z aglomeracji miejskich,
- zanieczyszczenia powierzchniowe lub obszarowe – zanieczyszczenia spłukiwane opadami atmosferycznymi z terenów zurbanizowanych nieposiadających systemów kanalizacyjnych oraz z obszarów rolnych i leśnych,
- zanieczyszczenia ze źródeł liniowych lub pasmowych – zanieczyszczenia pochodzenia komunikacyjnego, wytwarzane przez środki transportu i spłukiwane z powierzchni dróg lub torowisk oraz pochodzące z rurociągów, gazociągów, kanałów ściekowych, osadowych.

## Ocena stopnia zanieczyszczeń
Stopień zanieczyszczenia wód określa się za pomocą tzw. wskaźników zanieczyszczenia, który mówi o stężeniu danej substancji w miligramach na 1 dm³ wody. Jednym z najważniejszych wskaźników zanieczyszczenia wód powierzchniowych jest stężenie rozpuszczonego tlenu, które może przyjmować maksymalną wartość 8,9 mg/dm³ – mniejsze stężenie tlenu świadczy o zanieczyszczeniu wód związkami organicznymi, rozkładalnymi biochemicznie; spadek stężenia tlenu poniżej 4 mg/dm³ powoduje obumieranie wielu organizmów wodnych. Innymi wskaźnikami zanieczyszczenia wód naturalnych są: biochemiczne zapotrzebowanie tlenu, będące miarą zawartości rozkładalnych biochemicznie związków organicznych; chemiczne zapotrzebowanie tlenu – miara zawartości wszystkich związków organicznych; obecność zawiesin mineralnych i organicznych, a także nieorganicznych i organicznych związków azotu, fosforu.
Prócz sposobów oceny zanieczyszczenia wód opartych na wskaźnikach fizycznych i chemicznych stosuje się metody badania stanu biologicznego wody. Najczęściej jest stosowany tzw. system saprobowy, wykorzystujący wyniki analizy hydrobiologicznych wód.
W zależności od składu organizmów wodnych, wody dzieli się na:
- oligosaprobowe – czyste,
- zanieczyszczone
  - II klasa – woda do hodowli ryb z wyjątkiem łososiowatych, do hodowli zwierząt gospodarskich, urządzania isk, rekreacji i sportów wodnych;
  - III klasa – woda służąca do nawadniania terenów rolniczych, ogrodniczych i upraw pod szkłem, zaopatrzenia zakładów przemysłowych z wyjątkiem tych, które wymagają wody o jakości wody pitnej.

Ocena jakości jezior w Polsce w 2002 roku:
5,8% – klasa I
39,2% – klasa II
40,8% – klasa III
14,2% – wody nieodpowiadające normom
Unia Europejska stawia sobie za cel ochronę krajowych wód powierzchniowych, przepływowych, przybrzeżnych i gruntowych. Kraje członkowskie zostały zobowiązane do zapobiegania pogorszenia stanu wód oraz do odnowy wszelkich zasobów wód powierzchniowych.

## Oczyszczanie ścieków
Oczyszczanie ścieków – jest to usuwanie ze ścieków zawartych w nich zanieczyszczeń w celu zminimalizowania ich szkodliwego oddziaływania na wody powierzchniowe lub grunty. Do oczyszczania ścieków wykorzystuje się:
- Procesy fizyczne – cedzenie, sedymentacja, flotacja oraz filtracja – są wykorzystywane do usuwania ze ścieków stałych zanieczyszczeń,

- Procesy biologiczne – wynikające z działalności życiowej mikroorganizmów, m.in. bakterii, a także glonów i roślin – są wykorzystywane do usuwania koloidalnych i rozpuszczonych zanieczyszczeń organicznych i nieorganicznych ze ścieków oraz przetwarzania osadów ściekowych w formę dogodną do ostatecznego ich zagospodarowania,

- Procesy chemiczne – są wykorzystywane do oczyszczenia ścieków przemysłowych, a także do usuwania ze ścieków bytowo-gospodarczych związków biogennych.

Zespół urządzeń i obiektów służących oczyszczaniu ścieków nosi nazwę oczyszczalni ścieków. W dużych oczyszczalniach ścieków, obsługujących centralne systemy kanalizacyjne, najczęściej stosowane są rozwiązania, w których poszczególne procesy oczyszczania prowadzone są w wydzielonych urządzeniach. W lokalnych systemach unieszkodliwiania ścieków zalecane są metody oczyszczania, umożliwiające jednoczesny przebieg procesów oczyszczania ścieków w jednym urządzeniu, co znacznie zmniejsza nakłady inwestycyjne i koszty eksploatacji. Do urządzeń takich należą:
- osadniki – w których zachodzą głównie procesy sedymentacji i floatacji, powodujące wydzielanie stałych zanieczyszczeń ze ścieków oraz procesy beztlenowego rozkładu osadów ściekowych,
- filtry – w których zachodzą głównie procesy filtracji i absorpcji, lecz również biologiczny rozkład zanieczyszczeń tlenowych z zatrzymanych ścieków,
- komory – z przedłużonym napowietrzaniem osadu czynnego lub ze złożami biologicznymi, w których zachodzą przy intensywnym udziale mikroorganizmów biologiczne procesy tlenowe rozkładu zanieczyszczeń w ściekach i tlenowa stabilizacja osadów,
- stawy biologiczne i oczyszczalnie korzeniowe – stanowiące rodzaj „ekologicznego reaktora”, w których zachodzą procesy wykorzystywane w sztucznych oczyszczalniach ścieków, a ponadto procesy charakterystyczne dla naturalnego środowiska ze znacznym udziałem roślinności (fotosynteza, fotoutlenianie, pobór zanieczyszczeń przez rośliny i inne).

W małych oczyszczalniach ścieków mogą być także wykorzystywane kultury mikroorganizmów w postaci tzw. osadu czynnego, wymieszanych ze ściekami bądź w postaci błony bakteryjnej, zaszczepionej na powierzchni złoża biologicznego.
Najbardziej powszechnym urządzeniem do oczyszczania ścieków w lokalnych systemach są osadniki gnilne nazywane inaczej dołami gnilnymi lub szambami. Objętość takiego osadnika musi być dostosowana do jego funkcji oczyszczania ścieków i przeróbki osadów, które wraz z kożuchem powinny być okresowo usuwane.
Ze względu na rodzaj i ilość oczyszczanych ścieków rozróżnia się oczyszczalnie: miejskie, grupowe, osiedlowe, domowe oraz przemysłowe.
Stopień oczyszczania ścieków przemysłowych i komunalnych w 2003 roku:
Na 2,2 km³/rok ścieków wymagających oczyszczenia, oczyszczone zostały 2 km³, z czego:
0,6 km³/rok – ścieki oczyszczone procesami fizycznymi
0,2 km³/rok – ścieki oczyszczone procesami chemicznymi
0,6 km³/rok – ścieki oczyszczone procesami biologicznymi
0,6 km³/rok – oczyszczanie z podwyższonym usuwaniem biogenów